# Servet Pëllumbi
Servet Pëllumbi (ur. 14 grudnia 1936 w Korczy) – albański polityk i filozof, przewodniczący Zgromadzenia Albanii w latach 2002–2005.

## Życiorys
Po ukończeniu gimnazjum w Korczy w 1955 rozpoczął studia filozoficzne na Leningradzkim Uniwersytecie Państwowym. Po ich ukończeniu w 1960 powrócił do kraju i przez trzydzieści lat pracował jako wykładowca filozofii marksistowskiej w wyższej szkole partyjnej im. W. Lenina w Tiranie. Był członkiem Socjalistycznej Partii Albanii od jej powstania w roku 1991, a w latach 1991-1996 jej wiceprzewodniczącym. W latach 1993–1997, kiedy przewodniczący partii Fatos Nano przebywał w więzieniu, partią faktycznie kierowało czterech wiceprzewodniczących (Pëllumbi, Dokle, Hajdaraga, Meta). W październiku 1997 zrezygnował z funkcji wiceprzewodniczącego partii, po tym jak Fatos Nano oskarżał go o błędy, które spowodowały klęskę socjalistów w wyborach 1996, a także o próbę wprowadzania elementów marksizmu do programu partii. W wyborach 1992 po raz pierwszy uzyskał mandat deputowanego do parlamentu z listy Socjalistycznej Partii Albanii i pracował w parlamentarnej komisji spraw zagranicznych. W latach 2001–2002 kierował parlamentarną komisją edukacji i kultury. W latach 2002–2005 pełnił funkcję przewodniczącego Zgromadzenia Albanii. Dorobek pisarski Pëllumbiego obejmuje kilkanaście prac z filozofii i socjologii, a także wydany w roku 2016 dziennik polityczny z lat 1991-1996.
W 2006 został odznaczony Orderem Skanderbega.

## Publikacje
- 1974: Fjalor i filozofisĕ
- 2000: Dritëhije të tranzicionit (Cienie transformacji)
- 2001: Të mendosh ndryshe
- 2002: Sprova në sociologjinë politike (Eseje z socjologii politycznej)
- 2002: Gjurmime sociologjike
- 2005: Edhe politika do moral
- 2006: Pluralizmi politik: përvojë dhe sfidë
- 2008: Demokracia dhe zëri i moralit (Demokracja i głos moralności)
- 2009: Globalistika : refleksione filozofike për një epokë
- 2010: Filozofia e aktualitetit: shënime dhe analiza
- 2011: Fjalor filozofik (Słownik filozoficzny)
- 2013: Integrimi dhe nacionalizmi
- 2013: Etikokracia : refleksione mbi teorinë dhe praktikën e demokracisë
- 2014: Kultura filozofike dhe misticizmi: (vlera & antivlera)
- 2015: Përmbysja e Komunizmit (Upadek Komunizmu)
- 2015: Pluralizmi i dytë : ese-analiza-intervista
- 2016: Përvoja ime në Partinë Socialiste: ditar politik : (1991-1996)
- 2018: Për një filozofi ndryshe
- 2021: Ritëm jete: tregime të jetura
- 2023: Dështimi i socializmit etatist: alternativa të së ardhmes